# Enna igarape
Espèce
Enna igarape est une espèce d'araignées aranéomorphes de la famille des Trechaleidae.

## Distribution
Cette espèce se rencontre au Brésil en Amazonas et en Acre et au Pérou,.

## Description
La carapace du mâle holotype mesure 2,57 mm de long sur 2,13 mm de large et celle de la femelle paratype mesure 2,38 mm de long sur 2,07 mm de large.

## Étymologie
Son nom d'espèce lui a été donné en référence au lieu de sa découverte, Igarapé da Lontra.

## Publication originale
- Silva, Lise & Carico, 2008 : Revision of the Neotropical spider genus Enna (Araneae, Lycosoidea, Trechaleidae). Journal of Arachnology, vol. 36, p. 76-110 (texte intégral).